# Casaleggio Boiro
Casaleggio Boiro é uma comuna italiana da região do Piemonte, província de Alexandria, com cerca de 377 habitantes. Estende-se por uma área de 12,21 km², tendo uma densidade populacional de 31 hab/km². Faz fronteira com Bosio, Lerma, Montaldeo, Mornese, Tagliolo Monferrato.

## Demografia
| Variação demográfica do município entre 1861 e 2011                               |
|                                                                                   |
| Fonte: Istituto Nazionale di Statistica (ISTAT) - Elaboração gráfica da Wikipedia |